# UNITYP
UNITYP war ein mehrjähriges linguistisches Forschungsprojekt des Schweizer Linguisten Hansjakob Seiler an der Universität zu Köln, bei dem der Unterschied einer kognitiv-konzeptionellen Domäne und einer linguistischen Dimension bei universellen Grundgesetzen der weltweit gesprochenen Sprachen und nach Sprachtypologien herausgearbeitet wurden. Die Bezeichnung ist ein Silbenwort als Verbindung der beiden Begriffe (sprachliche) Universal(ien) und (linguistische) Typologie. Dazu lautete der deutsche ausführliche Titel: „Sprachliche Universalienforschung und Typologie unter besonderer Berücksichtigung funktionaler Aspekte“.

## Geschichte
1972 begann der Schweizer Hansjakob Seiler, der an der Universität zu Köln eine Professur für Sprachwissenschaft hatte, mit einem Forschungsprojekt, für das er einige Mitarbeiter auf freiwilliger Basis gewinnen konnte. Bereits ein Jahr später und in den Folgejahren bis 1977 wurden Gelder von der Deutschen Forschungsgemeinschaft bewilligt, wodurch aus der privaten Initiative eines einzelnen ein DFG-Projekt geworden war. 1978 entstand eine offizielle Forschergruppe, mit der Vollzeit- und Teilzeitkräfte beschäftigt wurden. Zu ehemaligen Mitarbeitern gehörten auch bekannte Linguisten wie der Sprachwissenschaftler Christian Lehmann. Im Jahre 1992, sechs Jahre nach Seilers Emeritierung und zwanzig Jahre nach der Gründung, beendete die Forschergruppe UNITYP ihre Arbeit. Seiler betreute das Projekt nach seiner Emeritierung und noch bis 2002.
Die Arbeitsgruppe hatte bis zum Projektende in vier verschiedenen Publikationsformen (akup [Arbeiten des Kölner Universalienprojektes], LW [Linguistic Workshop] I-III, Language Universals [die Akten eines Kongresses von 1978], Language Universals Series) mehrere Arbeiten zu ihrem Projekt veröffentlicht. Dabei bezogen sich diese Arbeiten auf eine Anzahl sogenannter Dimensionen, nämlich:
- NOMINATION
- CONCOMITANCE
- DETERMINATION
- POSSESSION
- APPREHENSION
- PARTICIPATION
- SITUATION
- LOCALIZATION.

## Konzeption
Das UNITYP-Projekt arbeitet mit einem funktionalen Ansatz, der zwischen einer kognitiv-konzeptionellen Domäne und einer linguistischen Dimension unterscheidet. Beispielsweise besteht das kognitive Konzept BESITZ (Possession) aus einer Beziehung zwischen einem Besitzer (Possessor) und einem Besitz (Possessum), und es wird die ältere Unterscheidung von alienablem und inalienablem Besitz aufgenommen. Linguistisch werden verschiedene Konstruktionen, sog. Techniken wie ich habe ein Buch und mir ist ein Buch, erfasst, aber auch nominale Techniken wie mein Buch, mein Vater, deren Unterschiede erst deutlich werden, wenn man sie in eine Konstruktion mit einem possessiven Verb umformt, das nicht in allen Fällen möglich ist (ich besitze ein Buch vs. *? ich besitze einen Vater). Sowohl im kognitiven als auch im linguistischen Bereich zeigt sich also eine Vielfalt, die nicht einfach kategorial oder im Rückgriff auf eine Tiefenstruktur im Sinne formaler Ansätze aufgelöst werden kann.
Gedankliche Konzepte sind invariant und in allen Sprachen vorhanden, d. h. universal. Sprachliche Techniken dagegen sind variabel und können von Sprache zu Sprache unterschiedlich sein. So ist die nominale Technik, bei der ein possessives Adjektiv zu einem Nomen gesetzt wird, zwar in vielen Sprachen, etwa in allen europäischen Sprachen, vorhanden, aber beispielsweise nicht im nordamerikanischen Cahuilla, das stattdessen Possessivpräfixe und Possessivklassifikatoren verwendet. Aufgabe der Sprachwissenschaft ist es, möglichst viele Techniken zu einem Konzept zusammenzustellen. Die Beziehung zwischen Varianten und der Invariante ist dabei aber keine direkte Relation. Sie realisiert sich über drei hierarchisch abgestufte Ebenen:
1. die Ebene der einzelsprachlichen Fakten;
2. die Ebene des Sprachvergleichs, auf der Techniken der sprachlichen Realisierung eines Konzepts verglichen werden;
3. die Ebene der kognitiven Konzepte.

Für das Konzept POSSESSION gibt es u. a. folgende Techniken: Eine Konstruktion aus Possessivpronomen + Nomen (z. B. mein Haus) oder Possessivaffix + Klassifikator + Nomen (mein-Haustier Hund); eine Kasuskonstruktion (z. B. mit Genitiv: Susannes Haus oder als Constructus-Verhältnis, wo das Trägernomen durch den Status constructus markiert wird: althebr. beth-el: Haus Gottes [beth = Status constr. zu bajit]), ein Verb wie haben, gehören (z. B. das Haus gehört Susanne), oder eine scheinbar räumliche Konstruktion für den possessiven Ausdruck (wie z. B. im westafrikanischen Akan, wo der Satz er/sie hat ein rotes Fahrrad wörtlich heißen würde er/sie ist bei rotem Fahrrad).
Nach einer wichtigen Erkenntnis des Projekts UNITYP lassen sich Techniken zum Ausdruck eines bestimmten Konzeptes in kontinuierlicher Weise in einer sogenannten Dimension anordnen. An einem Pol der Dimension steht dabei die globale Erfassung des Konzeptes, am anderen Pol die explizite Erfassung desselben Verhältnisses. Das Kontinuum entfaltet sich so, dass stufenweise zusätzliche Information eingegeben wird.
Beim Konzept Besitz gestaltet sich die Dimension folgendermaßen: Am einen Ende steht ein Possessum-Nomen wie z. B. Kopf; die Relation zu einem Possessor ist darin bereits enthalten (Kopf ist immer jemandes Kopf). Konstruktionen wie mein/dein/sein Kopf führt personendifferenzierende Information ein, d. h. das Besitzverhältnis wird expliziter. Verbalkonstruktionen mit haben, besitzen usw. lassen zusätzlich eine Differenzierung z. B. nach dem Tempus zu, wodurch das Besitzverhältnis einen zeitlichen Bezug bekommt (vgl. „Susanne hat ein Haus“ und „Susanne hatte ein Haus“). Aus dieser Dimension kann z. B. auch abgelesen werden, dass die zunehmende Explizitheit in der sprachlichen Darstellung des Konzeptes Besitz mit einer Zunahme der Kontrolle des Possessors über das Possessum einhergeht. Dies lässt sich u. a. an den beiden Verben haben und besitzen erkennen, die das Besitzverhältnis unterschiedlich explizit ausdrücken: Das Vollverb besitzen impliziert mehr Kontrolle des Besitzers als das semantisch vage und auch als Hilfsverb verwendbare haben (vgl. Susanne hat ein Haus und Susanne besitzt ein Haus).
Durch die Unterscheidung zwischen invarianten Konzepten und variablen Techniken wird auch der Sprachvergleich auf eine tragfähige Grundlage gestellt. Vor dem Tertium Comparationis des Konzeptes können die unterschiedlichen einzelsprachlichen Techniken verglichen werden. Dabei sucht die Universalienforschung nach einzelnen Konzepten wie dem Konzept BESITZ; die Sprachtypologie hat die Aufgabe, in den Sprachen der Welt nach ähnlichen Strategien zum Ausdruck eines bestimmten Konzeptes zu suchen und zu Techniken zusammenzufassen.
Das oben erklärte Prinzip, das Konzept Besitz in einem Kontinuum von möglichen Darstellungstechniken zu beschreiben, lässt sich auch auf andere Konzepte anwenden, z. B. auf die Invarianten Gegenstand, Zahl, Lokalität, Vorgang, Polarität usw. (s. auch oben am Ende des Abschnittes „Geschichte“). Ob es auf alle denkbaren Konzepte anwendbar ist, muss zukünftige Forschung noch klären.